# Église de la Sainte-Trinité de Manhattan
 (avril 2025).
Pour les articles homonymes, voir Église de la Sainte-Trinité et Église luthérienne de la Sainte-Trinité de Manhattan.
L'église de la Sainte-Trinité (en anglais : Church of the Holy Trinity) est une église paroissiale catholique de l'archidiocèse de New York, située au 213 West 82nd Street près d'Amsterdam Avenue dans le quartier de l'Upper West Side de Manhattan, à New York. La paroisse a été fondée en 1898.

## Bâtiment
L'église a été construite entre 1910 et 1912 selon les plans de Joseph Hubert McGuire. Selon Frederick D. Taylor dans son article Medieval New York - Holy Trinity Church, l'église a été construite délibérément dans le style byzantin, inhabituel pour l'époque, et a été « considérée comme l'un des plus beaux exemples d'architecture byzantine dans ce pays »,. Construite en brique et en terre cuite, l'église a été consacrée le 11 mai 1912.

## Source de traduction
- (en) Cet article est partiellement ou en totalité issu de l’article de Wikipédia en anglais intitulé « Holy Trinity Church (Manhattan) » (voir la liste des auteurs).